# Трасимах
Трасимах (ін. Фрасимах) (/θræˈsiːməkəs/; грец.: Θρασύμαχος Трасимахос; 459 до н. е. — 400 до н. е.) давньоґрецький софіст, найкраще відомий з «Держави» Платона.

## Біоґрафія
Трасимах був громадянином Халкедона, що на Босфорі. Провадив кар'єру софіста в Атенах, хоч його рід занять достоту не відомий. Йому приписують ритмізацію ґрецького ораторського мистецтва, особливо ритму пеанів у прозі.
Арістофан надає щонайточнішу дату з посиланням на Трасимаха у жарті зі втраченої п'єси, що датована 427 р. до н. е. В Internet Encyclopedia of Philosophy з цього висновують, що Трасимах до цього моменту мав вчителювати в Атенах вже декілька років. Фраґмент з Климента Александрійського додає трохи інформації про Трасимаха як про опонента Архелая Македонського. "І коли Евріпід у Телефі каже: 'Чи нам, ґрекам, тепер ставати рабами варварів?', Трасимах у своїй промові До людей Лариси каже: «Нам, ґрекам, тепер що, ставати рабами Архелая, варвара?»